# استفتاء ليختنشتاين 2020
استفتاء ليختنشتاين 2020 تم إجراء استفتاء من ثلاثة أجزاء في ليختنشتاين في 30 أغسطس 2020. سُئل الناخبون عما إذا كانوا يوافقون على مبادرة تقترح تغييرات على الدستور لتعزيز التمثيل المتساوي للمرأة في الهيئات السياسية، وقانون برلماني يسمح بازدواج الجنسية للمواطنين المتجنسين، وقرار من الحكومة لتمويل توسيع خط السكك الحديدية. تم رفض المقترحات الثلاثة.

## خلفية
تقترح مبادرة هالبي هالبي الشعبية «النصف بالنصف» إدخال نص «يتم الترويج للتمثيل المتوازن للمرأة والرجل في الهيئات السياسية» في المادة 31 الفقرة 2 من الدستور. تمت الموافقة على المبادرة من قبل لاندتاغ ليختنشتاين في نوفمبر 2019، مع منح المنظمين ستة أسابيع للحصول على 1500 توقيع ضروري لمناقشتها في لاندتاغ. تم الحصول على حوالي 1800 توقيع، مما أدى إلى نقاش في البرلمان في 4 مارس. رفضت غالبية الأعضاء الاقتراح، مما أدى إلى الشروع في الاستفتاء.
تم تقديم اقتراح الجنسية المزدوجة من قبل القائمة الحرة في عام 2015، مع تصويت لاندتاغ لمطالبة الحكومة بتعديل التشريعات للسماح بالمواطنة المزدوجة للمواطنين المتجنسين من خلال إلغاء شرط التخلي عن جنسيتهم السابقة. تمت الموافقة على التشريع من قبل لاندتاغ في مارس 2020، مع تصويت أعضاء البرلمان أيضًا على وضع القرار النهائي للناخبين في استفتاء.
اقتراح لتمويل مشروع سكة حديد والذي سيسمح لسانت غالن السويسرية وفولبيرغ النمساوية بالاندماج في شبكة إقليمية وزيادة القطار الترددي عبر ليختنشتاين، تمت الموافقة عليه من قبل لاندتاغ في 4 يونيو 2020، مع تصويت 18 عضوًا لصالحه. صوتت غالبية الأعضاء أيضًا على طرح القرار النهائي على الناخبين في استفتاء.[بحاجة لمصدر]